# Vonarstræti
Vonarstræti (bra: A Vida em um Aquário) é um filme sueco-finlando-checo-islandês de 2014, do gênero drama, dirigido por Baldvin Zophoníasson.
Foi selecionado como representante da Islândia à edição do Oscar 2015, organizada pela Academia de Artes e Ciências Cinematográficas.

## Elenco
- Hera Hilmar - Eik
- Thor Kristjansson - Sölvi
- Ingvar Þórðarson - Hannes
- Sveinn Ólafur Gunnarsson - Gústi
- Þorsteinn Bachmann - Móri
- Laufey Elíasdóttir - Aníta
- Birgir Örn Steinarsson - Rakari / Barber
- Markus Reymann - Gerald